# Opomyza lineatopunctata
Opomyza lineatopunctata – gatunek muchówki z podrzędu krótkoczułkich i rodziny niżnicowatych.
Samce osiągają od 2,75 do 3,75 mm długości ciała i od 2,7 do 3,5 mm długości skrzydła. Samice mają od 3,25 do 4,25 mm długości ciała i od 2,8 do 3,8 mm długości skrzydła. Ubarwienie ciała jest jasnożółte z podłużną, brunatną pręgą biegnącą przez środek śródplecza i odwłoka. Czułki mają czarny, krótko owłosiony biczyk. Czoło cechują biało opylone płytki ciemieniowe. Odnóża są żółte. Na skrzydle oprócz czterech ciemnych znaków występują jeszcze trzy duże plamy w końcowym odcinku ostatniej żyłki radialnej. Pierwsza komórka radialna skrzydła jest brunatnie przyciemniona tylko u wierzchołka. Przednia żyłka kubitalna i przylegająca do niej część błony są wyraźnie przyciemnione.
Owad spotykany na bagnach, mokradłach i wrzosowiskach. Larwy przechodzą rozwój w łodygach traw, najprawdopodobniej z rodzaju trzęślica. Owady dorosłe obserwuje się od czerwca do listopada, przy czym najliczniej w lipcu i wczesnym sierpniu.
Gatunek europejski, podawany z Austrii, Belgii, Białorusi, Czech, Danii, Finlandii, Francji, Holandii, Łotwy, Niemiec, Norwegii, Polski, północnej Rosji, Szwecji i Wielkiej Brytanii.